# فردریک کراسلی
فردریک کراسلی (انگلیسی: Frederic Crossley; ۷ مهٔ ۱۸۷۰ – 1960s (age 89–99)) بازیکن فوتبال بود.
از باشگاه‌هایی که در آن بازی کرده‌است می‌توان به باشگاه فوتبال ساوت‌همپتون اشاره کرد.